# Edsbyn
Edsbyn es una localidad sueca (tätort), sede del municipio de Ovanåker, en la provincia de Gävleborg y la provincia histórica de Hälsingland. Tenía una población de 4244 habitantes en 2023, en un área de 5,44 km². Se encuentra localizada a orillas del río Voxnan a unos 30 kilómetros al oeste de Bollnäs.

## Demografía
| 3323                                                | 3299 | 3691 | 4068 | 4388 | 4598 | 4511 | 4502 | 4189 | 4060 | 3985 | 4179 |
| (Fuente: Oficina Central de Estadísticas de Suecia) |      |      |      |      |      |      |      |      |      |      |      |